# Crepis sancta
Crepis sancta là một loài thực vật có hoa trong họ Cúc. Loài này được (L.) Bornm. mô tả khoa học đầu tiên năm 1913.